# Szelągówka (Sorkwity)
Szelągówka (deutsch Schellongowken, 1938 bis 1945 Schillingshöfen) ist ein kleiner Ort in der polnischen Woiwodschaft Ermland-Masuren. Er gehört zu Surmówka (deutsch Surmowen, 1938 bis 1945 Surmau) innerhalb der Gmina Sorkwity (Landgemeinde Sorquitten) im Powiat Mrągowski (Kreis Sensburg).

## Geographische Lage
Szelągówka liegt wenige hundert Meter westlich des Jezioro Gielądzkie (deutsch Gehlandsee) inmitten der Woiwodschaft Ermland-Masuren, elf Kilometer nordwestlich der Kreisstadt Mrągowo (deutsch Sensburg).

## Geschichte
Schellongowken wurde 1373 gegründet, als Warpune, ein Sohn des Prußen Sangloben, hier 20 Hufen vermachte. 1785 wurde der Ort als ein „adlig Gut mit 1 Feuerstelle“ erwähnt. 1874 kam er in den neu errichteten Amtsbezirk Warpuhnen, der zum Kreis Sensburg im Regierungsbezirk Gumbinnen (1905 bis 1945: Regierungsbezirk Allenstein) in der preußischen Provinz Ostpreußen gehörte.
Am 17. Februar 1920 wurde Schellongowken in die Landgemeinde Surmowen (1938 bis 1945 Surmau, polnisch Surmówka) und damit in den Amtsbezirk Burschewen (1938 bis 1945 „Amtsbezirk Prußhöfen“) umgegliedert, und in Abwehr fremdländisch klingender Ortsnamen aus politisch-ideologischen Gründen am 3. Juni (amtlich bestätigt am 16. Juli) 1938 in „Schillingshöfen“ umbenannt.
Aufgrund der Bestimmungen des Versailler Vertrags stimmte die Bevölkerung im Abstimmungsgebiet Allenstein, zu dem Schellongowken gehörte, am 11. Juli 1920 über die weitere staatliche Zugehörigkeit zu Ostpreußen (und damit zu Deutschland) oder den Anschluss an Polen ab. In Schellongowken stimmten 20 Einwohner für den Verbleib bei Ostpreußen, auf Polen entfielen keine Stimmen.
In Kriegsfolge kam 1945 das südliche Ostpreußen zu Polen. Schillingshöfen erhielt die polnische Namensform „Szelągówka“ und ist heute nach Surmówka einbezogen, zu dessen Schulzenamt (polnisch Sołectwo) es auch gehört. Beide Orte sind Ortschaften im Verbund der Landgemeinde Sorkwity (Sorquitten) im Powiat Mrągowski (Kreis Sensburg), bis 1998 der Woiwodschaft Olsztyn, seither der Woiwodschaft Ermland-Masuren zugehörig.

## Kirche
Bis 1945 war Schellongowken resp. Schillingshöfen in die evangelische Kirche Warpuhnen in der Kirchenprovinz Ostpreußen der Kirche der Altpreußischen Union sowie in die katholische Kirche Warpuhnen im damaligen Bistum Ermland eingepfarrt. Der kirchliche Bezug nach Warpuny besteht auch für Szelągówka weiter: zur evangelischen Kirche, die heute von Sorkwity aus betreut wird und zur Diözese Masuren der Evangelisch-Augsburgischen Kirche in Polen gehört, sowie zur katholischen Pfarrgemeinde im jetzigen Erzbistum Ermland.

## Verkehr
Szelągówka ist über zwei Landwege zu erreichen, die von Surmówka (Surmowen, 1938 bis 1945 Surmau) bzw. Zyndaki (Sonntag) direkt in den Ort führen. Eine Anbindung an den Bahnverkehr gibt es nicht.